# Euzebiusz Pelc
Euzebiusz Pelc, właśc. Ignacy Pelc (ur. 5 czerwca 1871 w Kosinie, zm. 10 października 1942 w KL Auschwitz) – polski franciszkanin konwentualny.

## Życiorys
Urodził się jako Ignacy Pelc 5 czerwca 1871 w Kosinie. 12 grudnia 1890 wstąpił do zakonu franciszkanów (Zakon Braci Mniejszych Konwentualnych). Od tego czasu do 1891 odbywał nowicjat we Lwowie. Następnie, od 1891 do 1896 przebywał w klasztorze w Krakowie i równolegle w tych latach studiował na kierunkach teologii i filozofii w tamtejszym Franciszkańskim Seminarium Duchownym. 30 grudnia 1894 złożył ostatnie śluby zakonne. Przyjął imię zakonne Euzebiusz. 5 lipca 1896 otrzymał sakrament święceń kapłańskich.
Od 1896 do 1898 był w klasztorze w Krośnie, od 1898 do 1899 w klasztorze w Horyńcu. Następnie od 1899 do 1901 przebywał w klasztorze w Sanoku, gdzie od 1900 do 1901 pełnił funkcję wikariusza i prokuratora klasztoru. W latach 1901–1902 ponownie był w Krakowie, a od 1902 do 1903 w klasztorze w Jaśle. W latach 1903–1907 przebywał na misjach w Stanach Zjednoczonych, gdzie od 1903 do 1903 był w klasztorze św. Franciszka w Trenton, od 1904 do 1905 w klasztorze św. Stanisława w Shamokin, a w 1906 był administratorem parafii św. Kazimierza Królewicza w Baltimore. Po powrocie w 1907 przebywał w klasztorze w Łagiewnikach, po czym od tego samego roku objął stanowisko gwardiana klasztoru w Maribo w Danii (tamtejsza placówka misyjna została przekształcona w klasztor prowincji galicyjskiej) i przebywał tam do 1909. Od 1909 do 1910 był gwardianem klasztoru w Horyńcu, gdzie pełnił też funkcje administratora parafii i dyrektora III Zakonu św. Franciszka. Od 1910 do 1911 przebywał w klasztorze w Krośnie, a od 1911 do 1914 ponownie w klasztorze w Jaśle, gdzie był prokuratorem tegoż. 
Po odzyskaniu przez Polskę niepodległości przebywał w Warszawie (około 1919), od 1920 do 1921 w klasztorze w Nieszawie. Od 1921 do 1925 był w klasztorze w Poznaniu, gdzie od 1922 do 1924 sprawował stanowisko gwardiana i rektora kościoła. Od 1920 do 1923 oraz od 1924 do 1927 pełnił funkcję kustosza kustodii warszawskiej. W 1926 przebywał znowu w Krakowie, a od 1926 do 1930 był kustoszem kustodii krakowskiej. W 1929 był w klasztorze w Przemyślu. Od 1931 do 1933 był w klasztorze w Warszawie, gdzie był wikariuszem, od 1932 prefektem klasztoru oraz pełnił obowiązki rekolekcjonisty. Od 1933 był w klasztorze w Łagiewnikach, a w 1934 ponownie był wikariuszem w warszawskim klasztorze. Od 1934 do 1938 był w klasztorze w Gnieźnie. Od 1938 w kolejnych latach przebywał ponownie w klasztorze w Sanoku. 

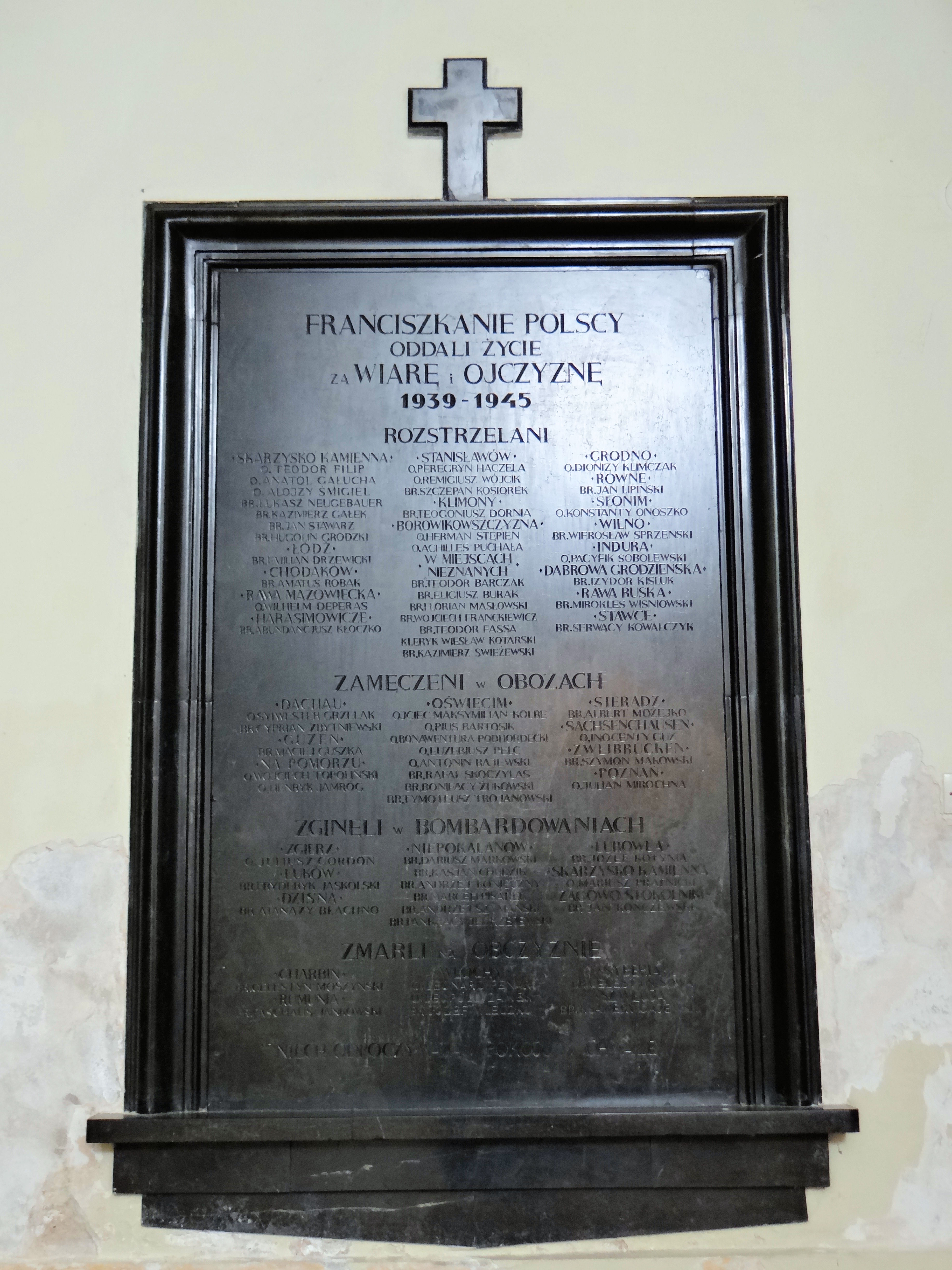
Tablica upamiętniająca w kościele Stygmatów św. Franciszka w Warszawie

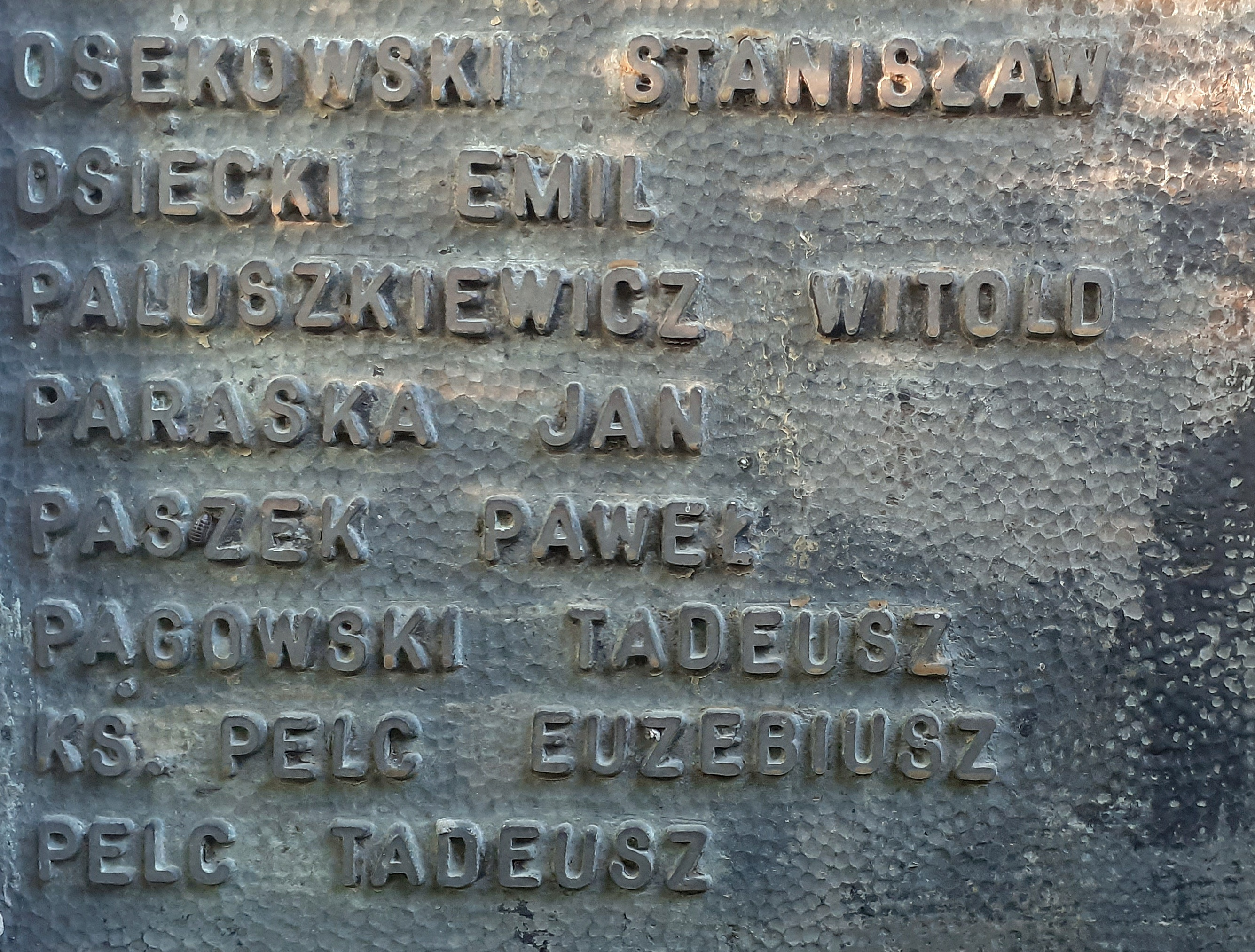
Upamiętnienie na Mauzoleum w Sanoku

Podczas II wojny światowej w trakcie okupacji niemieckiej został tam aresztowany, a przyczyną aresztowania była najprawdopodobniej denuncjacja, której dokonała dziewczyna, wcześniej upomniana przez niego podczas spowiedzi za utrzymywanie kontaktów z Niemcami. Był osadzony w więzieniu w Sanoku od 15 czerwca 1942. Przebywał tam do 18 sierpnia 1942, po czym został przetransportowany do Tarnowa. Następnie został skierowany do obozu koncentracyjnego KL Auschwitz, gdzie zmarł 10 października 1942 na skutek wycieńczenia i głodu. 

## Upamiętnienie
Ojciec Euzebiusz Pelc został wymieniony na tablicach pamiątkowych, jednej pod nazwą Franciszkanie umęczeni w czasie wojny 1939–1945 w kościele franciszkanów Krakowie (w krużgankach) oraz na drugiej, pod nazwą Franciszkanie polscy oddali życie za Wiarę i Ojczyznę 1939–1945 w kościele Stygmatów św. Franciszka w Warszawie (w obu przypadkach wymieniony m.in. obok innego franciszkanina zmarłego w Auschwitz, o. Maksymiliana Marii Kolbego). Był jednym z ośmiu polskich zakonników franciszkańskich, którzy ponieśli śmierć w Auschwitz.
W 1962 ks. Euzebiusz Pelc został upamiętniony wśród innych osób wymienionych na jednej z tablic Mauzoleum Ofiar II Wojny Światowej na obecnym Cmentarzu Centralnym w Sanoku.